# Passage du Gois

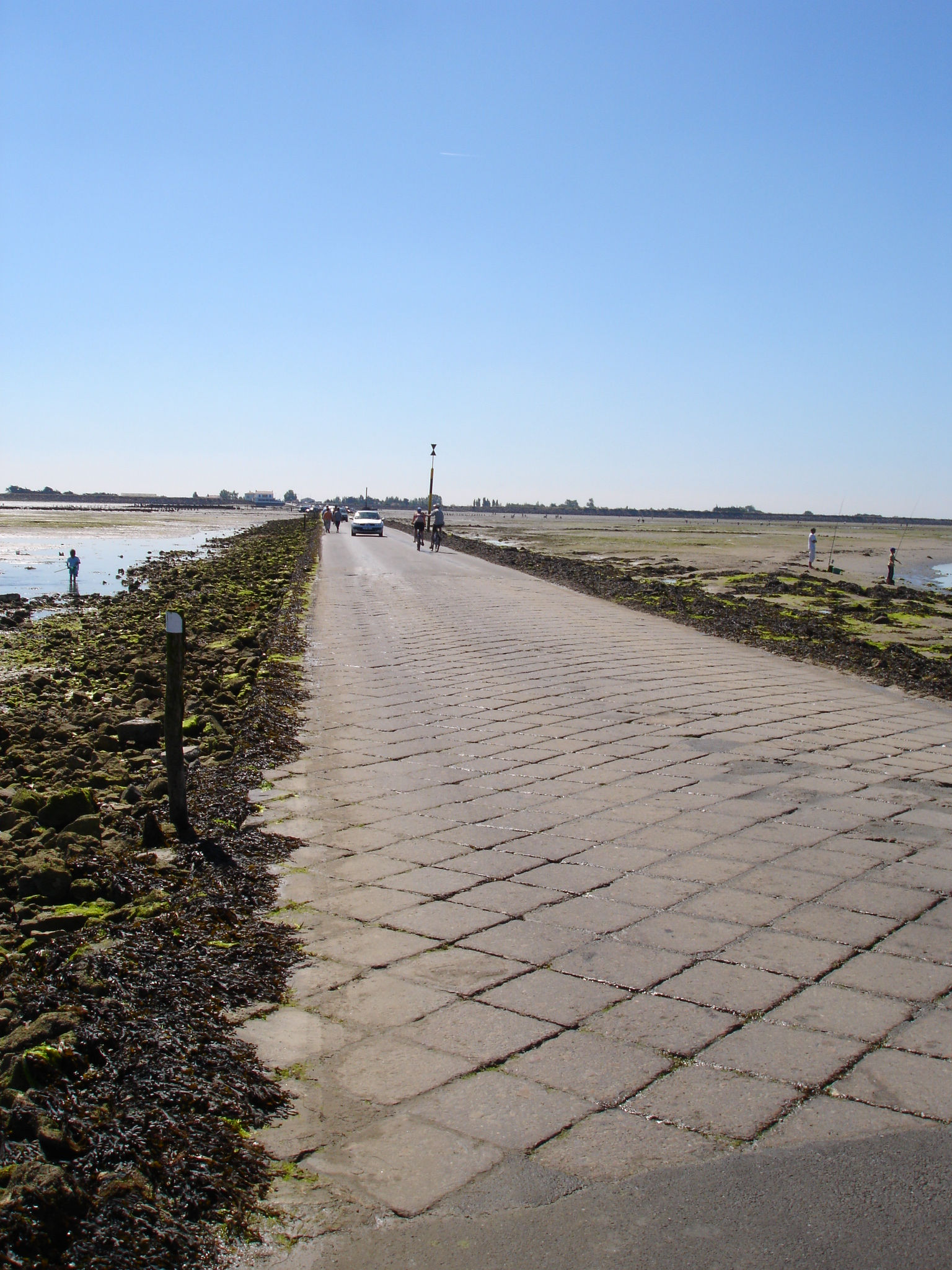
De oversteek van Gois

Le Passage du Gois ou Gôa (Nederlands: De Oversteek van Gois of Gôa) is een 4,5 km lange natuurlijke oversteek naar het eiland Noirmoutier in Frankrijk. Het ligt tussen Île de Noirmoutier en Beauvoir-sur-Mer, in het departement Vendée. De oversteek wordt twee keer per dag overspoeld door hoogwater. Sinds 1971 is er een brug om Noirmoutier te bereiken, le pont de Noirmoutier.

## Waarschuwingsborden
Gedurende jaren werd de oversteek door de Noirmoutrains (inwoners van Noirmoutier) gebruikt om het vasteland van Frankrijk te bereiken, voor de bouw van de brug. Door een toename van het aantal toeristen en daarnaast enkele ongevallen staat nu aan beide toegangen tot de oversteek een kruis, waardoor je kan zien wanneer het veilig is om over te steken. Er staat ook een elektronische klok en waarschuwingsborden (in 3 talen), de oversteek mag gebruikt worden bij mooi weer en tot anderhalf uur voor en na laagwater.

## Tour de France
In 1999 was de Passage du Gois opgenomen in het parcours van de Tour de France. Door het glibberige wegdek ontstond er een valpartij en daardoor een tijdsverschil van zes minuten tussen het peloton en diegenen die niet waren gevallen. Hierdoor was voor enkele favorieten op de eindzege direct alle hoop verloren; zo werd Alex Zülle uiteindelijk tweede met zeven minuten achterstand op Lance Armstrong. Zowel in 2005 als 2011 passeerde de Tour de France er beide keren op 2 juli. In 2018 maakte de passage oorspronkelijk deel uit van de eerste etappe, maar koos de organisatie uiteindelijk voor de veiligere route via de pont du Noirmoutier.

## Foulées du Gois
Sinds 1987 vindt er elk jaar een loopwedstrijd plaats op blote voeten – les Foulées du Gois – die begint bij het begin van het hoogtij. De vroegsten komen aan met hun enkels tot in het water terwijl de laatsten soms al moeten zwemmen dit door de lengte van de oversteek (4,5 km!). Bij hoogtij stijgt het water zo'n 1,3 tot 4 meter volgens de factor van het getij.

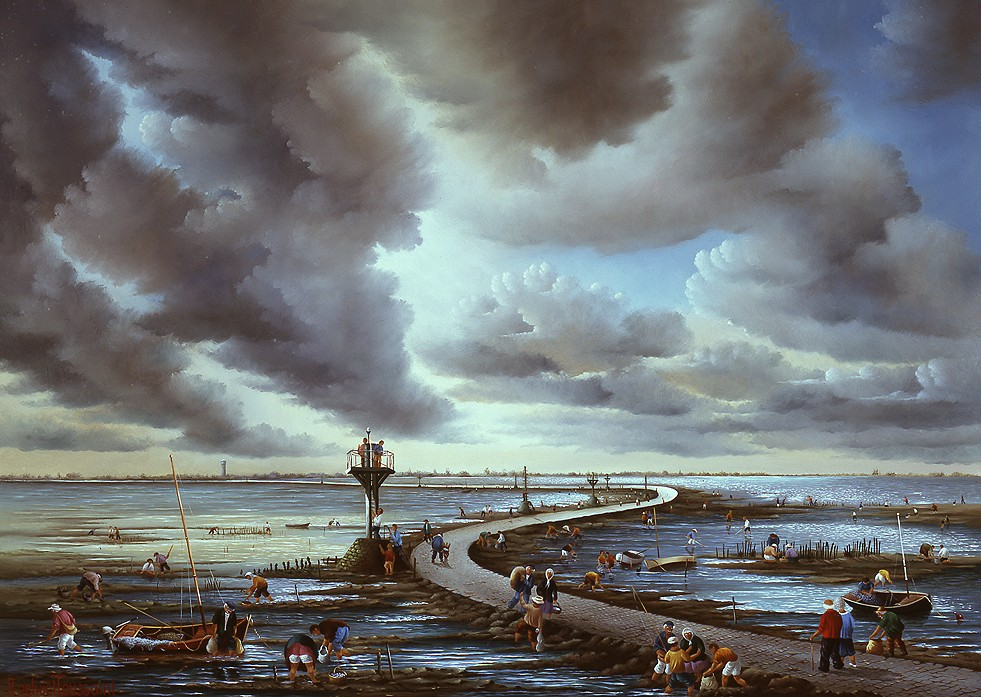
Le passage du Gois (Raphaël Toussaint)
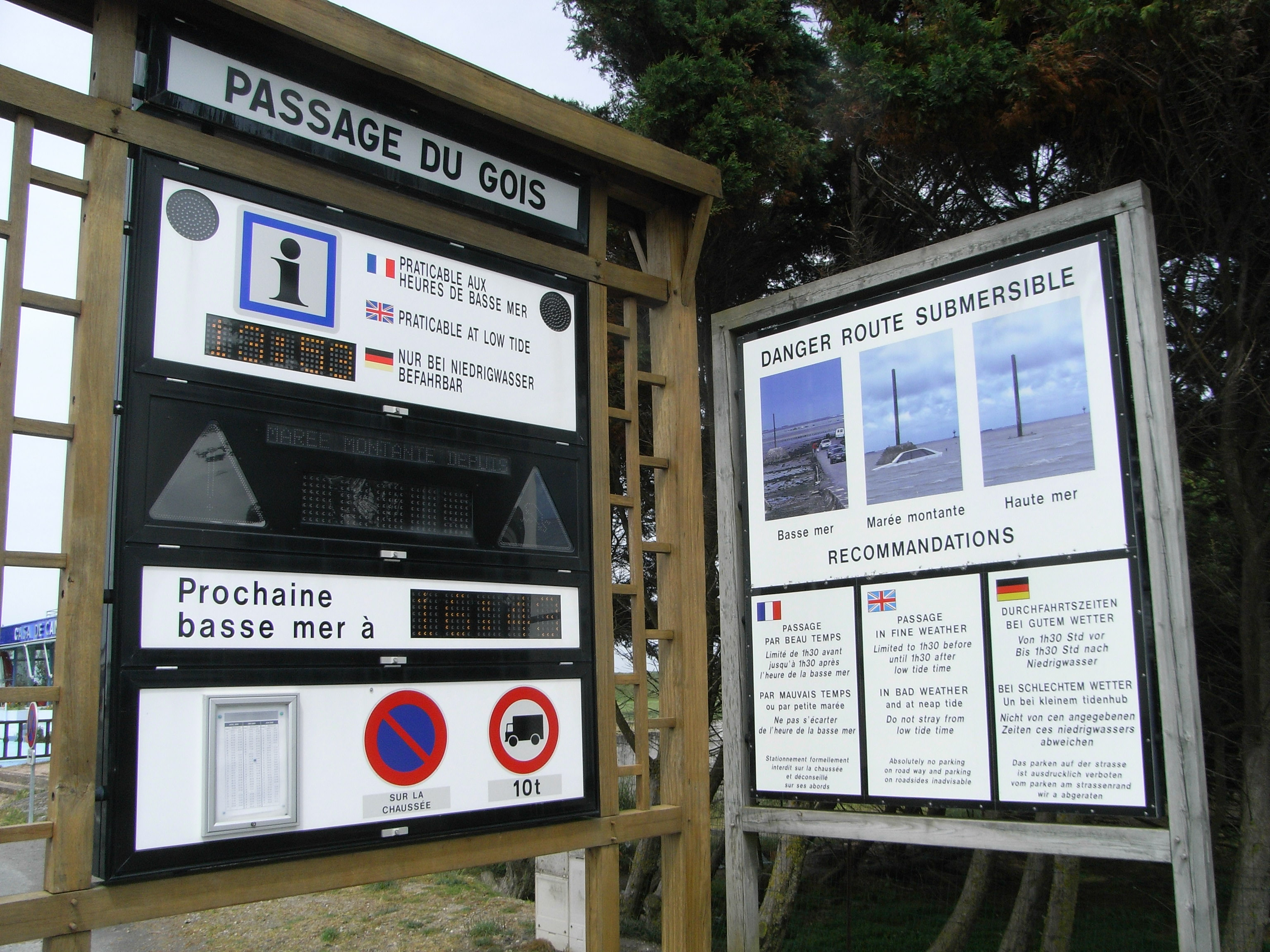
Uurschema's van de getijden
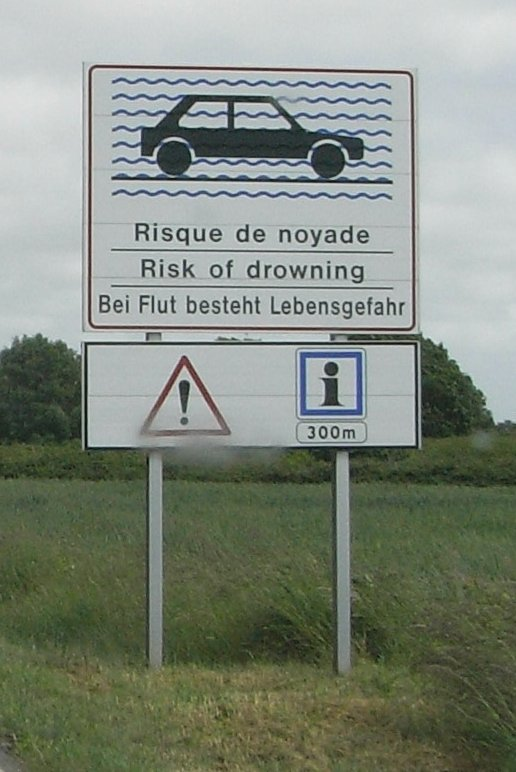
Risico voor verdrinking